# AssaultCube
AssaultCube（之前为ActionCube）是一个快节奏 FPS，基于Cube引擎。主要游戏方式是网络游戏。

## 历史
AssaultCube是2004年7月开始的，一组Cube社区的玩家启动。2006年11月第一次发布，主旨在于创作一个崭新融入Cube简单风格但更加现实的游戏。 
2007年5月26日，ActionCube更名为AssaultCube（Action Quake开发者的请求）。
尽管一切简单化AssaultCube有几百个一直活跃的玩家，任何时候都有超过60个服务器，全都是自行架设的。 AssaultCube也有几个战队组织竞赛。或许低硬件要求，简洁的游戏风格让此游戏维持这样的状态。

## 玩法

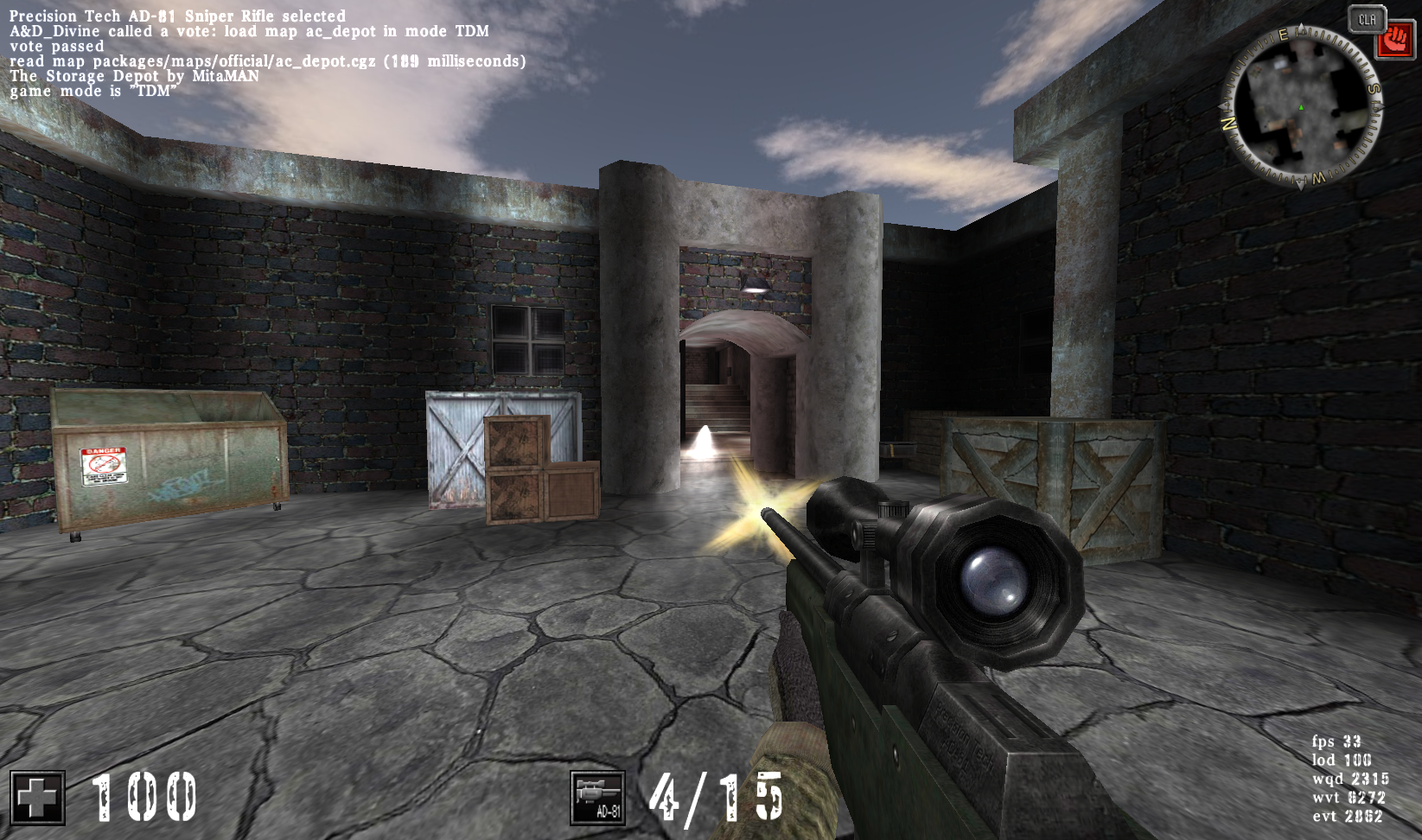
AssaultCube

AssaultCube比Quake慢，比Counter-Strike快。AssaultCube中队伍分别名为Cubers Liberations Army (CLA)和Rabid Viper Special Forces (RVSF)。
AssaultCube保持Cube引擎的一个bug，让玩家可以用平常倍的速度向斜下方（45度角）前进，因为有趣，所以没有想要修复，就像Quake中的兔子蹦
另外一个不真实的地方是利用后坐力可以提升速度和跳跃高度。
AssaultCube武器很基本，冲锋枪，狙击步枪，手枪，突击步枪，霰彈枪，匕首，机枪。
AssaultCube 有12个游戏模式（除了和电脑战斗以及地图编辑之外）:
- 死亡竞赛
- 一击必杀（狙击枪）
- 匕首和爆炸物
- 幸存者和组队存活
- 手枪模式（手枪、匕首和爆炸物）
- 夺旗
- 护旗（占领旗帜越久越好）
- 猎取旗帜（VIP）

AssaultCube很容易从别的地方导入地图，但是官方发布的包不包括任何从其他游戏转化的地图。